# 鏡川

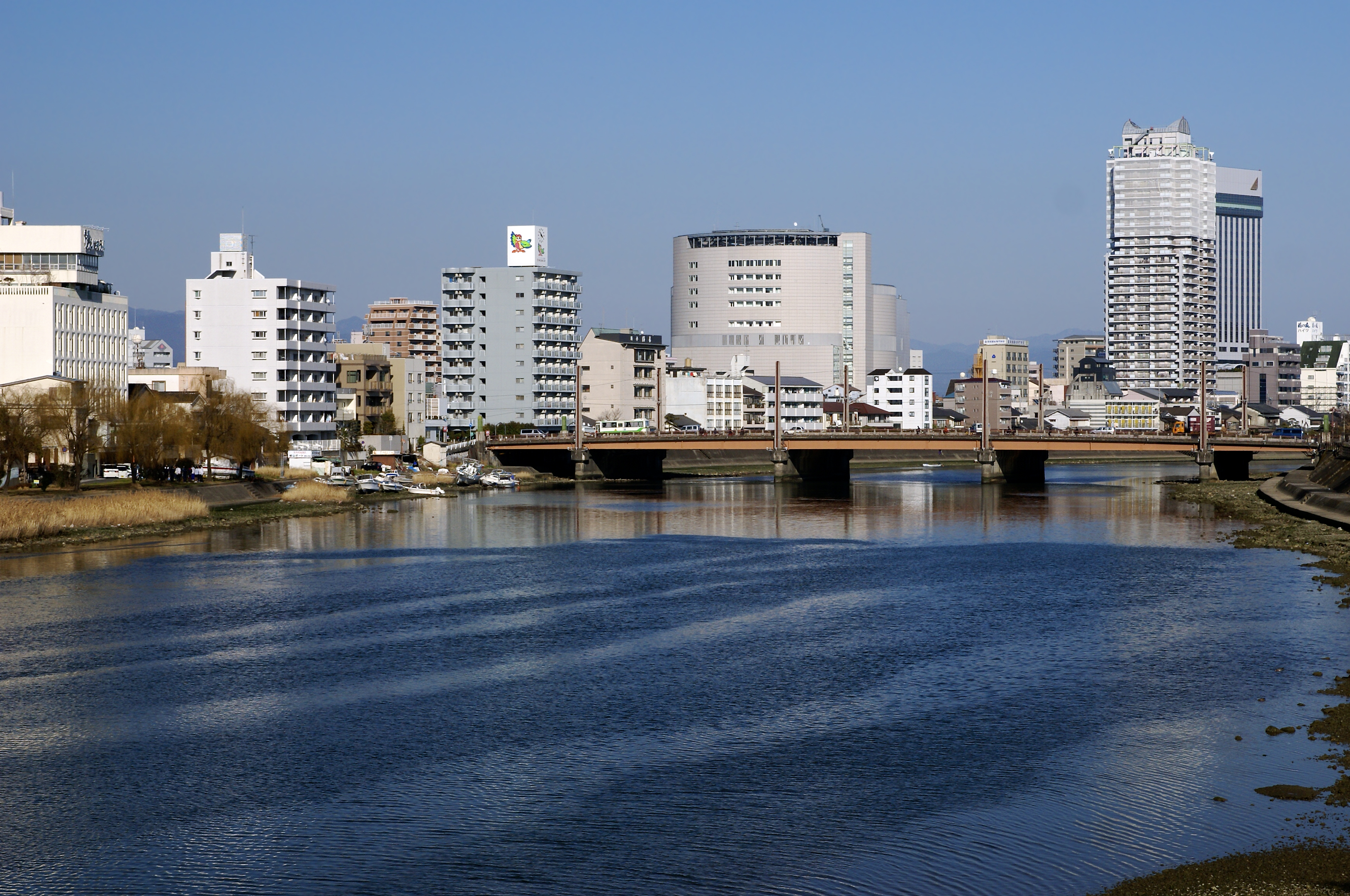
鏡川と高知市中心部

鏡川（かがみがわ）は、高知県高知市を流れる河川。二級水系である鏡川水系の本流で、二級河川に指定されている。
環境省から「平成の名水百選」に選定されている。
小惑星(4256) Kagamigawaは鏡川にちなんで命名された。

## 地理
高知市土佐山（旧土佐郡土佐山村）に源を発する。
上流部のいくつかの河川の水を集めたのち、唯一のダムである鏡ダム（鏡（旧土佐郡鏡村））に貯水される。そして山間部を抜け、高知平野に入る。この中流域では同じく高知平野を流れる江ノ口川への分流が行われている。その後、高知市街地を東西に横切り浦戸湾（土佐湾の支湾）に注ぐ。河口部分には小島（丸山台）が浮かんでいる。
高知市中心部を流れる川でありながら水質は比較的良好であり、夏場の中流域は川遊びや遊泳を楽しむ人の姿が見られる。
高知県の他の河川同様、河川の長さに比べ上流・下流の標高差が大きいため、頻繁に洪水・渇水が発生する。近年では、昭和51年（1976年）に大雨で堤防が決壊し、大きな被害を出している。渇水対策として、吉野川水系の早明浦ダム上流から、導水トンネルなどにより鏡ダム上流へ導水が行われている（「高知分水」）。

### 源流点の定義
鏡川の源流点には、いくつかの説がある。七ツ淵以外は高知市土佐山。
- 西川川
  - 細薮山（ほそやぶやま、標高530.7m）
  - 高尻木山（たかじるきやま、標高897.4m）
  - 菖蒲洞
- 高川川
  - 工石山（くいしやま、標高1176.4m）のさいの河原
- 重倉川
  - 七ツ淵（高知市正蓮寺）

### 丸山台
丸山台は鏡川河口にある東西約6m、南北約15mの小島である。丸山台には明治時代に此君亭という料亭があり、自由民権運動の運動家たちが集まる場所になっていた。1883年（明治16年）にヨーロッパ視察を終えた板垣退助を迎えるため3000人が集まったとされ「帰朝歓迎碑」が建立されている。

## 歴史
元々は「潮江（うしおえ）川」と呼ばれる川であった。
古代より土佐国の中心地は高知市北東部であり、現在の中心部は潮江川のはん濫もあってデルタ地帯の湿原で、開拓が困難であった。戦国大名の長宗我部元親により築城が試みられるが、水はけの悪さのため3年で断念する。
土佐藩初代藩主山内一豊により鏡川と北部の江ノ口川を外堀に利用した城（のちの高知城）の建設と城下町整備が始まり、治水工事が行われる。城は慶長8年（1603年）に本丸と二の丸が完成し、両川にちなみ河中山（こうちやま）城と名付けられた。しかし鏡川が度重なるはん濫を起こしたため、2代藩主忠義は河中の名を忌み嫌い、高智山城と改名した。後に城の名は省略されて高知城、城下町は高知と呼ばれるようになる。
5代藩主山内豊房の代で、清流がたたえられ、『我が影を映すこと鏡の如し』として「鏡川」と名付けられた。同時に同じ土佐国内にある「鏡川」と呼ばれる川は「物部川」と改名された。
坂本龍馬が幼少時、「雨に降られるのも川で泳ぐのもどうせ濡れるから一緒だ」として雨の中鏡川で水練したという話が有名で、「龍馬も泳いだ鏡川」と紹介されることもある。

### 主な災害
鏡川の下流域は、多くが低平地であるため、内水、高潮による氾濫を起こしやすい特性がある。
- 1970年8月 - 台風第10号の接近と満潮が重なり浦戸湾が異常高潮に見舞われたため、下流域で堤防の決壊、越波による海水の侵入による災害が発生。
- 1975年8月 - 台風第5号による集中豪雨で浸水被害が発生。
- 1976年9月 - 台風第17号による集中豪雨で浸水被害が発生。
- 2014年8月 - 台風第12号の集中豪雨により支川神田川の上流で、外水氾濫による家屋浸水や橋梁の流失。鏡川本川も堤防満杯近くまで水位が上昇。
- 2019年10月3日 - 台風第18号接近に伴う集中豪雨により天神大橋付近で自動車約20台が水没[5]。

## 流域の自治体
高知県
高知市

## 主な支流

### 準用河川
- 高座川

別名 吉野川。神田川に合流する。
- 海老川
- 三所川
- 鴨部川
- 辰ノ尾川

これら4本は神田川として合流し、上記の高座川と合流した上で、鏡川の下流部に合流する。

## 河川施設

### ダム・堰
- 鏡ダム

以下、下流方向へ。
- 朝倉堰
- 江の口鴨田堰
- 鏡川堰
- 郭中堰

### 橋梁
鏡ダムから下流方向へ。
- 川口橋
- 大河内橋 - 高知県道273号大河内朝倉停車場線。
- 宗安寺橋
- 米田橋
- 鏡川橋・新鏡川橋 - 国道33号、とさでん交通伊野線。
- 紅葉橋

旧称雁切橋。付近の川原は江戸時代に刑場であった（但し当時は橋ではなく渡し）。吉田東洋や岡田以蔵の首が晒されたといわれる。
- 新月橋 - 高知県道37号高知春野線。

現在の橋は高知県出身の漫画家はらたいらのデザイン。
- 月の瀬橋
- 柳原橋

橋の建設以前には日本最古の沈下橋である旧柳原沈下橋が存在した。現在でも水位が低い時には橋脚の跡が顔をのぞかせる。
- 天神大橋

元和年間、2代藩主山内忠義により真如寺の山内家廟の為に架けられ、当初は「真如寺橋」の名であった。8代藩主豊敷の代で川沿いに建つ潮江天満宮にちなみ改称した。明治36年（1903年）下流に潮江橋が架けられるまでは、鏡川随一の橋として、大橋通商店街が形成されるなど重要な橋であった。
- 潮江橋 - 高知県道34号桂浜はりまや線、とさでん交通桟橋線。

明治36年に初めて架けられる。
- 雑魚場（ざこば）橋
- 鏡川水道橋
- 九反田橋
- 鏡川大橋 - 国道56号。

## 並行する交通

### 鉄道
- とさでん交通伊野線

### 道路
- 国道33号
- 高知県道・愛媛県道6号高知伊予三島線
- 高知県道33号南国伊野線
- 高知県道273号大河内朝倉停車場線

## 鏡川を舞台・背景とした作品
文学
- 『鏡川』 - 安岡章太郎の小説。2000年。